# Język konde
Język konde albo ngonde albo nyakyusa – język z rodziny bantu, używany w Zambii, Malawi i Tanzanii. W 1982 roku liczba mówiących wynosiła ok. 670 tys.